# Quận Jefferson, Alabama
Quận Jefferson là một quận thuộc tiểu bang Alabama, Hoa Kỳ. Đây là quận đông dân nhất bang. 
Quận này được đặt tên theo. Theo điều tra dân số của Cục điều tra dân số Hoa Kỳ năm 2000, quận có dân số 662.047 người nhưng dân số năm 2009 giảm xuống còn 665.027 người. Quận lỵ đóng ở Birmingham..
Quận Jefferson County là quận đông dân nhất và là quận chính trong vùng đô thị Birmingham.

## Địa lý

### Xa lộ
- Interstate 20
- Interstate 22
- Interstate 59
- Interstate 65
- Interstate 459
- U.S. Highway 11
- U.S. Highway 31
- U.S. Highway 78
- U.S. Highway 280
- U.S. Highway 411
- State Route 5
- State Route 25
- State Route 75
- State Route 79
- State Route 119
- State Route 149
- State Route 150
- State Route 151
- State Route 269

## Thông tin nhân khẩu
Theo điều tra dân số 2 năm 2000, quận đã có dân số 662.047 người, 263.265 hộ gia đình, và 175.861 gia đình sống trong quận hạt. Mật độ dân số là 595 người trên một dặm vuông (230/km ²). Có 288.162 đơn vị nhà ở mật độ trung bình của 259 trên một dặm vuông (100/km ²). Cơ cấu chủng tộc dân cư quận gồm 58,10% người da trắng, 39,36% da đen hay Mỹ gốc Phi, 0,21% người Mỹ bản xứ, 0,90% châu Á, Thái Bình Dương 0,03%, 0,59% từ các chủng tộc khác, và 0,80% từ hai hoặc nhiều chủng tộc. Gần 1,55% dân số là người Hispanic hay Latino thuộc một chủng tộc nào.
Có 263.265 hộ gia đình, trong đó 30,80% có trẻ em dưới 18 tuổi sống chung với họ, 46,10% là đôi vợ chồng sống với nhau, 17,20% có nữ hộ và không có chồng, và 33,20% là các gia đình không. Gần 28,70% của tất cả các hộ gia đình đã được tạo ra từ các cá nhân, và 9,90% có người sống một mình 65 tuổi hoặc lớn tuổi hơn là người. Cỡ hộ trung bình là 2,45, và kích cỡ gia đình trung bình là 3,04.
Trong quận, cơ cấu độ tuổi dân cư với 24,80% dưới độ tuổi 18, 9,60% 18-24, 29,70% 25-44, 22,30% từ 45 đến 64, và 13,60% từ 65 tuổi trở lên đã được những người. Độ tuổi trung bình là 36 năm. Cứ mỗi 100 nữ giới, có 89,20 nam giới. Đối với mỗi 100 nữ 18 tuổi trở lên, đã có 84,50 nam giới.
Trong năm 2007, quận Jefferson có tỷ lệ bệnh giang mai cao nhất với trên 100.000 ca giang mai ở Mỹ, theo số liệu từ các Trung tâm kiểm soát dịch bệnh.
Thu nhập trung bình cho một hộ gia đình trong quận đã đạt 36.868 Mỹ kim, và thu nhập trung bình cho một gia đình là 45.951 đô la Mỹ. Phái nam có thu nhập trung bình 35.954 USD so với 26.631 đô la Mỹ của phái nữ. Thu nhập bình quân đầu người là 20.892 USD. Có 11,60% gia đình và 14,80% dân số sống dưới mức nghèo khổ, bao gồm 20,20% những người dưới 18 tuổi và 12,70% của những người 65 tuổi hoặc hơn.